# Ernst von Dohnányi
Ernst von Dohnányi, węg. Ernő Dohnányi (ur. 27 lipca 1877 w Bratysławie, zm. 9 lutego 1960 w Nowym Jorku) – węgierski kompozytor, dyrygent, pianista i pedagog muzyczny.

## Życiorys
Pochodził ze zniemczonej rodziny węgierskiej. Jego ojcem był wiolonczelista-amator Frigyes Dohnányi. Uczył się w Bratysławie u Károlya Forstnera, następnie studiował w Akademii Muzycznej w Budapeszcie u Istvána Thomána (fortepian) i Hansa von Koesslera (kompozycja). W 1897 roku wyjechał do Niemiec, gdzie przez krótki czas był uczniem Eugena d’Alberta. Debiutował jako pianista w 1897 roku w Berlinie, rok później za namową Hansa Richtera wystąpił w Londynie, gdzie wykonał IV Koncert fortepianowy Ludwiga van Beethovena. W następnych latach koncertował w Europie i Stanach Zjednoczonych. Grą Dohnányiego zachwycał się m.in. Johannes Brahms, który osobiście przygotował wiedeńską prapremierę jego I Kwintetu fortepianowego.
W latach 1908–1915 wykładał w Hochschule für Musik w Berlinie. Po powrocie do Budapesztu został wykładowcą Akademii Muzycznej, w 1919 roku przez krótki czas pełnił też funkcję jej dyrektora. Od 1919 roku dyrygował także orkiestrą budapeszteńskiego Towarzystwa Filharmonicznego. W latach 1921–1927 wielokrotnie koncertował w Stanach Zjednoczonych. Od 1928 roku prowadził mistrzowską klasę fortepianu w Akademii Muzycznej w Budapeszcie. W 1931 roku został dyrektorem muzycznym radia węgierskiego. Zrezygnował z tego stanowiska w 1941 roku na znak protestu przeciw antysemickiej polityce reżimu Miklósa Horthy’ego. Syn Ernsta, Hans, został stracony za działalność antyhitlerowską.
W 1944 roku opuścił Węgry i przez terytorium Austrii wyemigrował na zachód. W latach 1947–1948 koncertował w Wielkiej Brytanii. W 1949 roku wyjechał do Argentyny, gdzie przez kilka miesięcy uczył gry na fortepianie w szkole w Tucumán. W tym samym roku został kompozytorem rezydentem na Florida State University w Tallahassee. Zmarł w trakcie przygotowań do jednych z nagrań płytowych swoich występów.
Jego wnukiem jest dyrygent Christoph von Dohnányi.

## Twórczość
Ceniony był jako wykonawca utworów W.A. Mozarta i Ludwiga van Beethovena, propagował też twórczość fortepianową Franza Schuberta. Był jednym z pierwszych wykonawców i propagatorów twórczości Béli Bartóka, z którym przyjaźnił się i często występował w duecie. Wspólnie z Bartókiem i Zoltánem Kodályem działał na rzecz podniesienia poziomu węgierskiego szkolnictwa muzycznego. Do grona jego uczniów należeli Annie Fischer, Georg Solti i Géza Anda.
Jako kompozytor operował w ramach tradycyjnych form i technik, dystansując się wobec nowszych trendów muzycznych. W młodości pozostawał pod silnym wpływem Johannesa Brahmsa. W przeciwieństwie do współczesnych sobie Bartóka i Kodálya nie przejawiał większego zainteresowania węgierską muzyką ludową.

## Wybrane kompozycje
(na podstawie materiałów źródłowych)

### Utwory orkiestrowe
- Symfonia bez numeru (1896)
- 2 symfonie (I d-moll 1900–1901, II E-dur 1943–1944 zrewid. 1953–1956)
- uwertura Zrinyi (1896)
- 2 koncerty fortepianowe (I e-moll 1897–1898, II h-moll 1946–1947)
- Konzertstück D-dur na wiolonczelę i orkiestrę (1903–1904)
- Suita fis-moll (1908–1909)
- Variationen über ein Kinderlied na fortepian i orkiestrę (1913)
- 2 koncerty skrzypcowe (I d-moll 1914–1915, II c-moll 1949–1950)
- Unnepi nyitány (1923)
- Ruralia hungarica (1924)
- Szimfonikus percek (1933)
- Suite en valse (1942–1943)
- Concertino na harfę i orkiestrę kameralną (1952)
- American Rhapsody (1953)

### Utwory kameralne
- 2 kwintety fortepianowe (I c-moll 1895, II es-moll 1914)
- 3 kwartety smyczkowe (I A-dur 899, II Des-dur 1906, III a-moll 1926)
- Sonata b-moll na wiolonczelę i fortepian (1899)
- Serenada C-dur na trio smyczkowe (1902)
- Sonata cis-moll na skrzypce i fortepian (1912)
- Sekstet C-dur na fortepian, klarnet, róg i trio smyczkowe (1935)
- Aria na flet i fortepian (1958)
- Passacaglia na flet solo (1959)

### Utwory fortepianowe
- 4 utwory (1896–1897)
- Walc na fortepian na 4 ręce (1897)
- Wariacje i fuga na temat Emmy Gruber (1897)
- Gavotte i Musette (1898)
- Passacaglia (1899)
- 4 rapsodie (1902–1903)
- 10 bagatel Winterreigen (1905)
- Humoresken in Form einer Suite (1907)
- 3 utwory (1912)
- Fuga na fortepian na lewą rękę lub na 2 ręce (1913)
- Suite im alten Stil (1913)
- 6 etiud koncertowych (1916)
- Wariacje na temat węgierskiej pieśni ludowej (1917)
- Pastorale (1920)
- Suite en valse na 2 fortepiany (1945)
- 6 utworów (1945)
- 3 proste utwory (1951)

### Utwory wokalno-instrumentalne
- Magyar hiszekegy na tenora, chór i orkiestrę (1920)
- Missa in Dedicatione Ecclesiae na solistów, chór, organy i orkiestrę (1930)
- kantata symfoniczna Cantus vitae na głosy solowe, chór i orkiestrę (1939–1941)
- Stabat Mater na 3 solistów, chór dziecięcy i orkiestrę (1952–1953)

### Utwory sceniczne
- pantomima Der Schleier der Pierrette (1908–1909, wyst. Drezno 1910)
- opera komiczna Tante Simona (1911–1912, wyst. Drezno 1913)
- opera A vajda tornya (1915–1922, wyst. Budapeszt)
- opera komiczna Der Tenor (1920–1927, wyst. Budapeszt 1929)